# 地崎昭宇
地崎 昭宇（ちざき あきいえ、1944年5月21日 - 2008年11月20日）は、日本の実業家。

## 来歴・人物
地崎家は、曽祖父の代から地崎宇三郎を襲名する家系であり、昭宇は「昭和の宇三郎」という意味で命名されている。1981年、地崎工業（現：岩田地崎建設）4代目社長に就任。その後、開局当時は地崎工業（現：岩田地崎建設）のグループ会社であったFM NORTH WAVEの社長も務めている。1997年の北海道拓殖銀行破綻以降、経営を離れる。2008年11月20日、白血病で死去。

## 家族
父は地崎工業（現：岩田地崎建設）の3代目社長で、1963年から衆議院議員も務めた三代目地崎宇三郎（元運輸大臣）。妻はヤシカの創業者・牛山善政の娘。長男は作曲家のT-SK（本名:地崎太輔）である。